# Сергєєв Сергій Миколайович
Сергєєв Сергій Миколайович (*2 (14) січня 1893, Тбілісі — † 9 березня 1962, Київ; справжнє прізвище Вартанезов Саркіс), балетмайстер родом з Тбілісі, 1924 — 30 — балетмайстер і соліст Тбіліської опери, 1930 — 38 — балетмейстер Свердловської опери (РРФСР), 1938-54 — Київ. Держ. Театру Опери і Балету. Поставив серед ін. балети «Лісова пісня» М. Скорульського, «Маруся Богуславка» А. Свєчнікова, «Гаяне» А. Хачатуряна.